# 骆淑芳
骆淑芳 (英語：Anna Suk-Fong Lok)是一位美国华人医学家，专攻肝胆和胃肠病研究。

## 生平
毕业于香港大学，之后在玛丽医院见习，1983年在伦敦培训结束后返回母校任职，1992年前往美国杜兰大学任职，1995年担任密歇根大学安娜堡分校教授。目前担任美国肝胆疾病研究协会会长。